# Fontenelle (Côte-d’Or)
Fontenelle település Franciaországban, Côte-d’Or megyében. Lakosainak száma 169 fő (2022. január 1.). Fontenelle Fontaine-Française, Dampierre-et-Flée, Bourberain és Licey-sur-Vingeanne községekkel határos.

## Népesség
A település népességének változása:
| Lakosok száma | 147  | 116  | 109  | 127  | 157  | 161  | 165  | 170  | 170  | 169  |
|               | 1968 | 1982 | 1990 | 2006 | 2013 | 2015 | 2017 | 2019 | 2020 | 2022 |